# Kolegium jezuitów w Kamieńcu Podolskim
Kolegium jezuitów w Kamieńcu Podolskim – placówka jezuicka prowadzona w Kamieńcu Podolskim w latach 1614–1672, 1700–1773. Należała do diecezji kamienieckiej, woj. podolskiego, pow. kamienieckiego.
Oficjalnie jezuici w Kamieńcu Podolskim pracowali już od 1608 roku w związku z powstaniem tam stacji misyjnej, jednak kolegium założono sześć lat później. Należało ono do prowincji polskiej, a od 1756 r. do prowincji małopolskiej. Kolegium wstrzymało działalność w 1672 r., gdy miasto zostało zajęte przez Turków. Wznowiło działalność w rok po podpisaniu pokoju karłowickiego w 1699. Placówka funkcjonowała do 1773 r., gdy ogłoszono kasatę zakonu jezuitów. W 1793 r. w wyniku II rozbioru Polski, Kamieniec Podolski wraz z kompleksem kolegialnym trafił pod panowanie rosyjskie. Na początku XIX w. gmachy pojezuickie przejęte przez władze rosyjskie zaczęły popadać w ruinę. Obecnie jedyną budowlą zawierającą elementy kompleksu jezuickiego jest budynek z 1835 r., składający się z fragmentów murów budynków jezuickich, a znajduje się na ul. Kowalskiej 6.

## Geneza
Plan sprowadzenia jezuitów do Kamieńca Podolskiego powstał już w 1588 roku z inicjatyw biskupa Stanisława Gomolińskiego i fundacji Mikołaja i Hieronima Jazłowieckich. Sprowadzenie jezuitów do pogranicznego miasta miało zapobiec szerzeniu się tam arianizmu. Ostatecznie fundacja nie doczekała się realizacji, jednak jezuici dalej zabiegali o osiedlenie się w mieście. Do tych starań nakłaniał zakonników fakt, że Kamieniec był znaczącym ośrodkiem miejskim i stolicą biskupią. Miasto było zamieszkiwane przez mieszankę narodowości i religii, składającą się głównie z Polaków katolików, prawosławnych Rusinów, kupców ormiańskich i żydowskich. Dodatkowo miasto stało się ośrodkiem propagandy wyznaniowej ewangelików, prowadzonej przede wszystkim przez kalwińskich pedagogów. Ważnym czynnikiem były przebiegające przez okolice Kamieńca szlaki komunikacyjne z Węgier, Mołdawii, Wołoszczyzny, Ukrainy i Krymu.
Jezuitów do Kamieńca sprowadził w 1608 r. ówczesny biskup kamieniecki Jan Andrzej Próchnicki, chcąc pozyskać dla miasta wykształconych zakonników, misjonarzy i edukatorów. Podniosłoby statut diecezji kamienieckiej, która była najbiedniejszą ze wszystkich w I Rzeczypospolitej. Planował rozszerzenie faktycznych wpływów Kościoła na tereny przygraniczne, co skutkowałoby zwiększeniem poziomu kształcenia w tym rejonie. Plany te zyskały poparcie miejscowych magnatów oraz szlachty. Pierwszymi zakonnikami, którzy zawitali do Kamieńca, byli oo. Stanisław Radzimski i Stanisław Machociusz. Początkowo mieszkali u biskupa, a od 1609 r. w wybudowanym domu misyjnym. O skuteczności jezuitów na polu ewangelizacji i edukacji oraz o wsparciu możnych z regionu świadczy otwarcie w drewnianym budynku w 1610 r. pierwszej szkoły, która składała się z trzech najniższych klas (gramatycznych) oraz kursu kazuistyki dla duchowieństwa świeckiego, prowadzonego przez o. Jana Secemskiego. Wysyłano również pierwszych zakonników na misje. W latach 1612–1613 jezuici wybudowali (nieistniejący dziś) murowany kościół pw. św. Stanisława Biskupa i św. Stanisława Kostki. Zarówno szkoła, kościół i dom misyjny ucierpiały w pożarze miasta z 15 maja 1616 roku. Dzięki pomocy finansowej hetmana Stanisława Żółkiewskiego szybko odbudowano szkołę, gmachy jezuickie i dach kościoła.

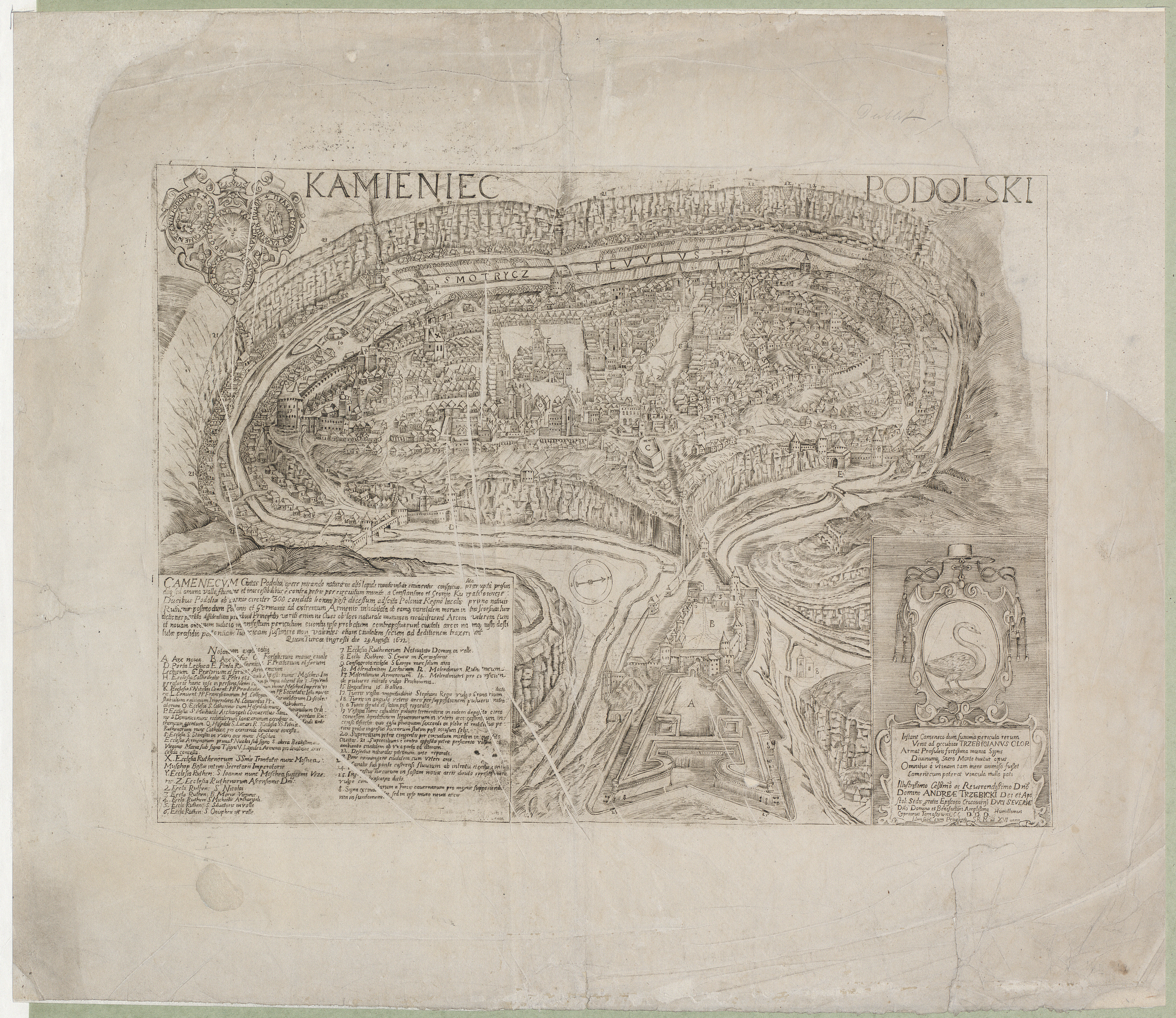
Litografia przedstawiająca widok na Kamieniec Podolski z 1672 roku. Kompleks budynków jezuitów oznaczono literą M

## Historia kolegium

### Pierwszy okres działalności
W 1614 roku decyzją ówczesnego generała TJ – Claudia Acquavivy – stacja misyjna została przekształcona w kolegium, stając się najdalej wysuniętą na południowy wschód placówką zakonną na terenie Rzeczypospolitej. Placówka liczyła sobie wówczas 9 księży jezuitów. Budynek kolegium przylegał ścianą do pałacu biskupiego i kamienic kapitulnych. Wraz ze szkołą i kościołem, kompleks jezuicki stał naprzeciw katedry pw. Świętych Apostołów Piotra i Pawła. W 1614 r. utworzono klasę poetyki (humanoria), a w 1621 r. retoryki. Finansowanie pochodziło z majątków nadawanych przez miejscową szlachtę. Były to m.in. Niżbork, Kapuścinów i Mieszkowce (podarowane przez Agnieszkę z Kężelowickich Stanisławską), oraz Ormiany i Ormianki (podarowane przez sędziego ziemskiego w Kamieńcu, Michała Radeckiego), w 1620 roku. Oprócz edukacji, jezuici zajmowali się pracą duszpasterską. Działali jako kaznodzieje przy katedrze i jako kapelani więzienni i wojskowi, obsługiwali też miejscowe szpitale. Dzięki zgromadzanym środkom mogli dokonywać wykupu więźniów i jeńców tatarskich i tureckich z jasyru. Szeroko zakrojona działalność misyjna jezuitów z Kamieńca budziła podziw wśród braci w innych prowincjach. W 1632 r. rozpoczęto budowę nowego kościoła w podzięce za zwycięstwo pod Chocimiem, była ona jednak bardzo powolna. Spowodowane było to ciągłym brakiem funduszy, najazdami tatarskimi (1626–1628, 1633), tureckimi (1633–1634) czy kozackimi (1623, 1652). Budowa potem została wznowiona i trwała w latach 1643–1648 i od 1665 r., do 1672 r., gdy została przerwana z powodu zdobycia miasta przez Turków.

### Okres okupacji tureckiej

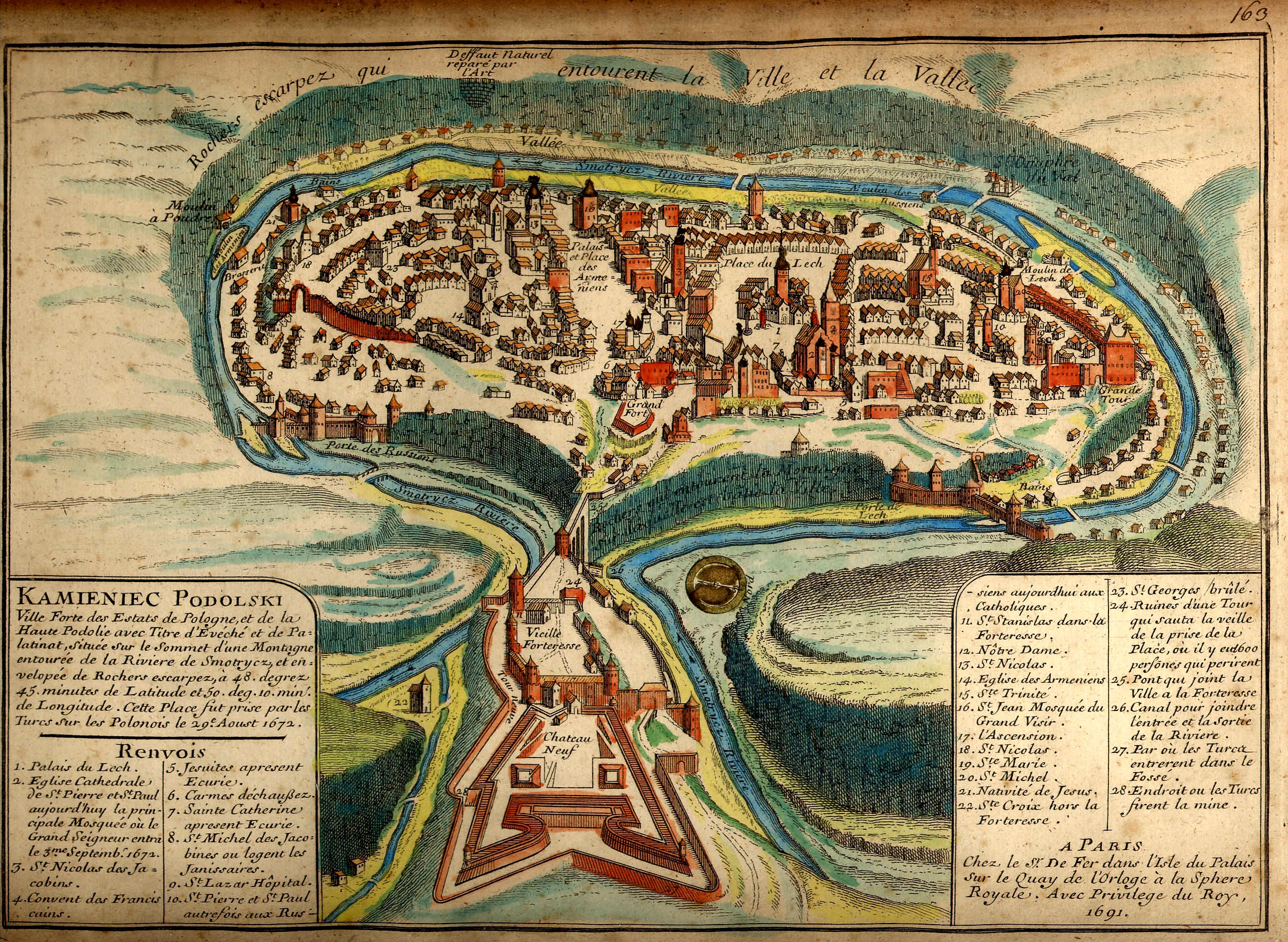
Francuska mapa Kamieńca Podolskiego w czasie okupacji tureckiej z 1691 r. Kolegium jezuickie zostało oznaczone nr. 5

Od roku 1672 sprawującym funkcję rektora kolegium w Kamieńcu Podolskim był o. Jerzy Szornel. Rektor, obawiając się nadejścia Turków wysłał srebro i kosztowności kościelne do Lwowa i Lublina, natomiast sam wraz z czterema księżmi (Szymonem Połaniewiczem, Wawrzyńcem Piechońskim, Mikołajem Jerzykowiczem, Stanisławem Langiewiczem) i dwoma braćmi zakonnymi pozostał w mieście. Mieli oni czynny udział w obronie Kamieńca. Po zajęciu miasta przez Turków dostali w przydział uszkodzony kościół św. Katarzyny. O. Szornel mieszkał wówczas w wynajętej izbie, ponieważ kolegium zostało zamienione na stajnie i koszary janczarów. Mury kościoła zostały rozebrane i przeznaczone na budowę mostu pomiędzy fortecą z zamkiem górnym.

### Wznowienie działalności
22 września 1699 r. Turcy opuścili Kamieniec, a zastąpiło ich wojsko polskie pod dowództwem Marcina Kątskiego. Kilka tygodni wcześniej Szornel przybył do miasta i zaczął przygotowywać odbudowę kolegium. Proces ten był długotrwały, ponieważ wpierw odrestaurowano gmach kolegium i urządzono w nim tymczasową kaplicę. Dopiero około 1733 r. zaczęto odgruzowywać fundamenty kościoła rozebranego przez Turków, w celu wzniesienia na nich nowej świątyni. Jednakże budowa kościoła postępowała – podobnie jak przed okupacją – powoli i z przerwami. Nie została ukończona z powodu kasaty zakonu w 1773 roku. Stary kościół z 1613 r. był wykorzystywany jako magazyn na zboże dla wojska.
W 1700 r. otworzono szkołę gramatyczną, w której uczył o. Jędrzej Grabowski. Mimo niewielkiej liczby uczniów, rok później otworzono humaniora. Dzięki sprzedaży kamienic jezuickich, pożyczkom i darowiznom od szlachty, zdołano wyposażyć szkołę, co przyciągnęło nowych uczniów. Wznowiono również misje na tereny Ukrainy, Wołynia i Mołdawii. W 1704 r., dzięki połączonym wysiłkom i wsparciu szlachty i mieszczan, wznowiona została działalność studenckiej kongregacji mariańskiej. W 1742 r. zaczęto budowę nowego gmachu szkolnego, w którym został umieszczony konwikt szlachecki, utworzony w 1756 r. W 1771 r. otworzony został kurs teologii moralnej.

### Losy po kasacie
Pierwszych dni listopada 1773 roku sufragan kamieniecki Jan Ignacy Dłuski ogłosił jezuitom kamienieckim brewe Klemensa XIV. KEN zajęła gmach kolegium, które przekształcono w szkołę powiatową. Szkoła była zarządzaną przez ojców teatynów przybyłych ze Lwowa, którzy szybko przekazali ją w zarząd Akademii Krakowskiej. Po zaborze, Rosjanie umieścili w budynkach pojezuickich koszary i cały kompleks zaczął popadać w ruinę. Większość zrujnowanych budynków kolegium, stary i nowy kościół zostały ostatecznie rozebrane w 1833 r., a na ich miejscu powstało Rosyjskie Gimnazjum Gubernialne.

## Działalność misyjna
Jezuici kamienieccy prowadzili szeroko pojęte działania misyjne. Przez cały okres swojej aktywności kolegium w Kamieńcu przeprowadziło kilkaset misji, sprawowało opiekę nad stacjami misyjnymi i zapewniało stały dopływ zakonników do kontynuowania działań misyjnych organizowanych przez inne kolegia. Podczas misji życie straciło co najmniej kilkanaścioro jezuitów, co w kręgach duchownych było uznawane za chwalebną śmierć męczeńską.
Kolegium podlegała stała misja w Tarnopolu, ufundowana przez kanclerza Jana Zamoyskiego. Stacje misyjne obstawiane przez jezuitów z Kamieńca były czynne zarówno w pierwszym, jak i drugim okresie działania kolegium:
- Bar (stacja misyjna 1613–1632, rezydencja 1632–1646, kolegium 1646–1666, stacja misyjna 1701–1732, rezydencja 1732–1749 i kolegium 1749–177);
- Jassy (od 1646 r., później podlegała kolegium we Lwowie do zamknięcia w 1772 r.);
- Kitajgród (1707–1730, misja była przeznaczona dla mieszkających tam Niemców);
- Kopyczyńce (1623–1672, 1730–1773, stacja ściśle powiązana z majątkiem w Niżborku. Misjonarze często pełnili funkcję prokuratorów Niżborka);
- Krzywcze (1706–1708);
- Kutnary (od 1650 r., po 1708 r. przyjeżdżali tam księża z Jass, które to podlegały Lwowowi. Stacja działa do 1772 r.)
- Liczkowce (1712–1773, księża administrowali tam parafią pw. Niepokalanego Poczęcia NMP, kierowali bursą muzyczną i utrzymywali Bractwo Opatrzności Bożej);
- Ormiany (1738–1765);
- Supruńkowce (1751–1754, 1766–1767);
- Szarogród (1638–1747, potem w latach 1747–1773 podlegała kolegium w Barze);
- Uszyca (1706–1710);
- Winnica (1611–1619, następnie w latach 1619–1648 rezydencja, w latach 1657–1719 ponownie stacja misyjna i znów rezydencja w latach 1719–1773).

Cykle misji wędrownych organizowanych corocznie przez kolegium były szczególnie ważnym elementem działalności jezuitów. Wielkie połacie ziem, rozproszone wsie z ludnością, której pobożność była mocno podupadła. Miejscami szerzyły się nauki kalwińskie i protestanckie. Działalność ewangelizującą kierowano również do okolicznej szlachty i załogi kamienieckiej twierdzy. Misje wędrowne odbywały się na terenach m.in. Mołdawii, Podola, Pokucia, Ukrainy i Wołoszczyzny.
Odbywały się również misje zależne od kolegium w Kamieńcu Podolskim, tj.:
- misja mołdawska (m.in. Jassy i Kutnary);
- misje konstantynopolskie;
- misje krymskie;
- misje tureckie.

## Instytucje związane z kolegium

### Apteka domowa
Z nielicznych przekazów wiadomo o istnieniu apteki domowej, funkcjonującej przy kolegium jezuickim. Została ona otwarta po odzyskaniu Kamieńca przez Polskę, około 1703 r. i była ona jedyną taką instytucją w mieście. Status ten straciła w 1767 r., gdy były jezuita, z wykształcenia aptekarz, Paweł Leńkiewicz, korzystając z otrzymanego królewskiego przywileju, otworzył własną, publiczną aptekę. Mimo tego jezuici korzystali ze swojej aż do kasaty. W latach 1704–1754 prawdopodobnie działała pod zarządem świeckiego farmaceuty.
Aptekarzami i farmaceutami byli m.in.:
- Eliasz Seydel 1703–1704;
- Ignacy Deymel 1754–1755;
- Ksawery Pinkowski 1756–1757;
- Karol Budyński 1757–1759;
- Paweł Leńkiewicz 1759–1767;
- Krystian Berghlender 1767–1768;
- Józef Czatowski 1768–1770;
- Andrzej Mokrowski 1772–1773.

### Biblioteka przy kolegium
Biblioteka znajdowała się przy kolegium jezuickim i była największym księgozbiorem w Kamieńcu Podolski. Za jej założyciela i organizatora można uznać Jana Andrzeja Próchnickiego, biskupa kamienieckiego. W 1616 r. podczas pożaru spaliły się książki w pokojach, jednak biblioteka ocalała. W okresie wojen kozackich zbiory biblioteczne wywieziono do Ostroga – wróciły one do Kamieńca w 1721 r.. Większość z kilkuset woluminowego zbioru została rozproszona podczas tureckiej okupacji miasta – część trafiła do Konstantynopola, gdzie były przedmiotem handlu, natomiast część powróciła z jezuitami po 1700 r. Zasób biblioteki nie był zbyt duży, jak na inne polskie kolegia. Według inwentarza pokasacyjnego z 1773 r. biblioteka zawierała około 660 woluminów w językach polskim, łacińskim, greckim, niemieckim, francuskim oraz staro-cerkiewno-słowiańskim zgrupowanych w następujących zbiorach:
- książki religijne (ascetici) – 30 pozycji;
- homiletyka (conciontores) – 107 pozycji;
- kontrowersje (controversiae) – 41 pozycji;
- filozofia – 29 pozycji;
- historia Kościoła – 53 pozycji;
- historia świecka – 34 pozycji;
- inne – 41 pozycji;
- komentarze do Pisma św. – 20 pozycji;
- literatura retoryczna – 102 pozycji;
- matematyka – 8 pozycji;
- niesklasyfikowane książki w j. francuskim, niemieckim, greckim – 72 pozycji;
- teksty polityczne – 27 pozycji;
- prawo kanoniczne i świeckie – 15 pozycji;
- teologia dogmatyczna – 37 pozycji;
- teologia moralna – 33 pozycji[25].

Autorami literatury świeckiej byli różni antyczni pisarze i poeci, m.in. filozofowie i literaci greccy jak Arystoteles, Platon, Hezjod, Arystofanes oraz literaci łacińscy tj. Cyceron, Horacy, Owidiusz, Wergiliusz, Gelliusz, Tacyt i inni.

### Bursa muzyczna
W 1624 r. założono przy kolegium bursę dla ubogich, która z biegiem czasu przekształciła się w szkołę (bursę) muzyczną. Sama bursa działała do 1773 roku, z przerwą na okupację turecką, gdy uległa poważnym zniszczeniom. Została reaktywowana w 1706 r. przez o. rektora Twardochlebowicza. W latach 1711–1713 i 1735–1773 funkcjonowała pod nadzorem prefekta. Tak opisywano budynek w inwentarzach pokasacyjnych:
[...] W tyle kolegium jest pomieszkanie drewniane gontami pobite, murem w około opasane, do którego wchodząc przez furtkę, są drzwi lipowe z klamką i zaraz wprost kuchenka. W prawej zaś ręce izba dosyć obszerna z piecem, powałą drewnianą i oknami popsutemi, przez którą izbę przechód jest do drugiej, która podobnież opatrzona drzwiami, piecem i oknami. Po lewej zaś ręce jest izba obszerniejsza od tamtych dwóch, z oknami trzema, piecem i stołem. W boku jest komórka na schowanie, w sieniach zaś okno jedne i schody na górkę, z tejże izby wychodząc, widzieć się daje. Toż dopiero na boku tegoż pomieszkania po prawej stronie jest izdebka maleńka z sionkami, piecem i oknami dwoma, a zaraz przy tej w boku ściany stajenka mocno spustoszona. [...]
Według tego samego spisu bursa ta była w posiadaniu niewielkiej liczby instrumentów: 3 par skrzypiec, basetli, kwartwioli, altówki, oboju, fagotu, waltorni i 2 trąb.

## Rektorzy kolegium
Pierwszym lokalnym przełożonym jezuitów w Kamieńcu był o. Justus Rab w latach 1608–1609, a następnie Stanislaw Rudnicki, pełniący funkcję superiora w latach 1609–1610, następnie obejmując funkcję rektora. W całym okresie obecności jezuitów w Kamieńcu Podolskim funkcje rektora pełnili:
| Lp. | Imię i nazwisko               | Data przyjęcia funkcji | Data złożenia funkcji | Uwagi                                                                                                   |
| --- | ----------------------------- | ---------------------- | --------------------- | --- |
| 1.  | Stanisław Rudnicki            | 1610                   | 1619                  | [ 1 ]                                                                                                   |
| 2.  | Jan Visnensis                 | 1619                   | 1622                  | [ 1 ]                                                                                                   |
| 3.  | Jan Szczemski                 | 1622                   | 1624                  | [ 20 ]                                                                                                  |
| 4.  | Jan Kolenkowicz               | 1627                   | 1631                  | [ 1 ]                                                                                                   |
| 5.  | Tomasz Elżanowski             | 1631                   | 1633                  | [ 1 ]                                                                                                   |
| 6.  | Adam Pobiedziński             | 1633                   | 1638                  | [ 1 ]                                                                                                   |
| 7.  | Jan Kadłubowski               | 1638                   | 1641                  | [ 1 ]                                                                                                   |
| 8.  | Tomasz Janczyński             | 1641                   | 1645                  | [ 1 ]                                                                                                   |
| 9.  | Maciej Tomaszewski            | 1645                   | 1648                  | [ 1 ]                                                                                                   |
| 10. | Baltazar Łuszkowski           | kwiecień 1648          | 4 września 1651       | [ 1 ]                                                                                                   |
| 11. | Jerzy Lahodowski              | 1651                   | 1 lipca 1655          | [ 1 ]                                                                                                   |
| 12. | Jan Zuchowicz                 | 1655                   | 27 października 1657  | [ 1 ]                                                                                                   |
| 13. | Jakób Smogorzewski            | 1657                   | 1662                  | [ 1 ]                                                                                                   |
| 14. | Jakób Zaremba                 | 1662                   | 1668                  | [ 1 ]                                                                                                   |
| 15. | Wojciech Żerowski             | 1668                   | 21 lutego 1672        | [ 1 ]                                                                                                   |
| 16. | Jerzy Szornel                 | 1672                   | 2 stycznia 1702       | Przez okres tureckiej okupacji zawiadywał dobrami kolegium, a od 1699 do 1702 pełnił funkcję superiora. |
| 17. | Adam Frykacz                  | 1702                   | 16 listopada 1704     | [ 1 ]                                                                                                   |
| 18. | Franciszek Twardochlebowicz   | 16 listopada 1704      | 1714                  | [ 1 ]                                                                                                   |
| 19. | Maciej Kiernożycki            | 1714                   | 1721                  | [ 1 ]                                                                                                   |
| 20. | Stanisław Gronowski           | 1721                   | 1724                  | [ 20 ]                                                                                                  |
| 21. | Andrzej Zakrzewski            | 1724                   | 1728                  | Wicerektor w latach 1724–1725.                                                                          |
| 22. | Maciej Kiernożycki (ponownie) | 1728                   | 4 marca 1729          | [ 20 ]                                                                                                  |
| 23. | Marcin Luder                  | 1729                   | 1732                  | [ 1 ]                                                                                                   |
| 24. | Felicyan Szałowski            | 1732                   | 1736                  | [ 1 ]                                                                                                   |
| 25. | Kasper Niziołyński            | 1736                   | 16 czerwca 1737       | [ 1 ]                                                                                                   |
| 26. | Tomasz Temberski              | 1737                   | 1741                  | [ 1 ]                                                                                                   |
| 27. | Łukasz Lasocki                | 1741                   | 1744                  | [ 1 ]                                                                                                   |
| 28. | Antoni Jakubowski             | 1744                   | 1748                  | [ 1 ]                                                                                                   |
| 29. | Feliks Rzuchowski             | 1748                   | 1752                  | [ 1 ]                                                                                                   |
| 30. | Feliks Ubysz                  | 1752                   | 1755                  | [ 1 ]                                                                                                   |
| 31. | Jan Gutkowski                 | 1755                   | 1758                  | [ 1 ]                                                                                                   |
| 32. | Faustyn Grodzicki             | 1758                   | 1762                  | [ 1 ]                                                                                                   |
| 33. | Adam Stadnicki                | 1762                   | 1767                  | [ 1 ]                                                                                                   |
| 34. | Kajetan Zabielski             | 1767                   | 1771                  | [ 1 ]                                                                                                   |
| 35. | Jan Dobraczyński              | 1771                   | 1773                  | [ 1 ]                                                                                                   |